# 青鬼 (白馬村)

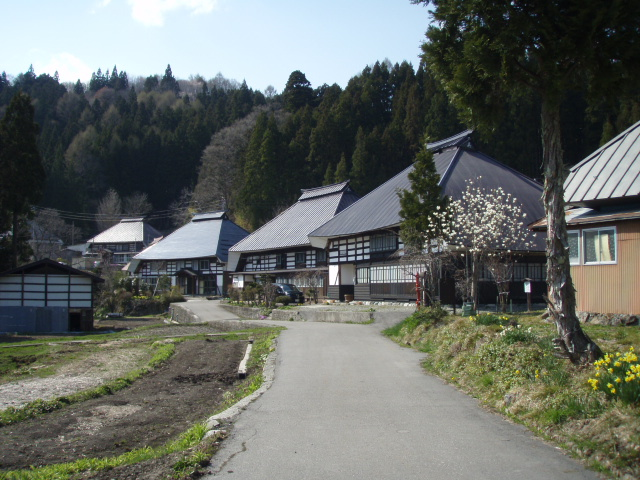
青鬼集落

青鬼（あおに）は、長野県北安曇郡白馬村に位置する山村集落である。同村大字北城（ほくじょう）の一部。

## 概要

### 地理
白馬村の北東部、標高約760mの山腹にあり、伝統的な民家群が集落を形成している。東側には物見山・八方山、北側には岩戸山があり、斜面が開けた南西方向は白馬村の中心街と北アルプスの五竜岳、鹿島槍ヶ岳などの山々が望める。集落の東側には石垣を伴った約200枚の大規模な棚田と用水路「青鬼堰」があり、これらは日本の棚田百選に選定されている。また、集落、棚田、用水路、山林などを含む59.7ヘクタールが重要伝統的建造物群保存地区として選定されている。

### 歴史
青鬼の周辺には縄文時代中期・後期の善鬼堂遺跡・馬場遺跡があり、古代から集落が形成されていったと考えられている。現在の民家群は江戸時代後期～明治時代後期、用水路「青鬼堰」は江戸時代末期の万延・文久年間、集落の北側にある青鬼神社・諏訪社は明治時代に築かれたものである。

### 建築
集落内の民家主屋は15棟あり、うち14棟が伝統的家屋である。これらは現在も住居として使われている。屋根はかつて茅葺きであったが、現在は鉄板被覆となっている。また、伝統的なつくりの土蔵が7棟残っており、火災を考慮して主屋からは離れた場所に建てられている。青鬼神社はこの土蔵群の背後の斜面にあり、集落内には石仏群などの物件が点在している。

## 重要伝統的建造物群保存地区データ
- 選定名 - 白馬村青鬼伝統的建造物群保存地区
- 所在地 - 長野県北安曇郡白馬村大字北城の一部
- 面積 - 約59.7ヘクタール（東西約2㎞、南北約0.7㎞、うち集落部分は東西約250m、南北約100m）
- 選定年月日 - 2000年12月4日
- 種別 - 山村集落
- 選定基準 - （三）伝統的建造物群及びその周囲の環境が地域的特色を顕著に示しているもの

## ギャラリー

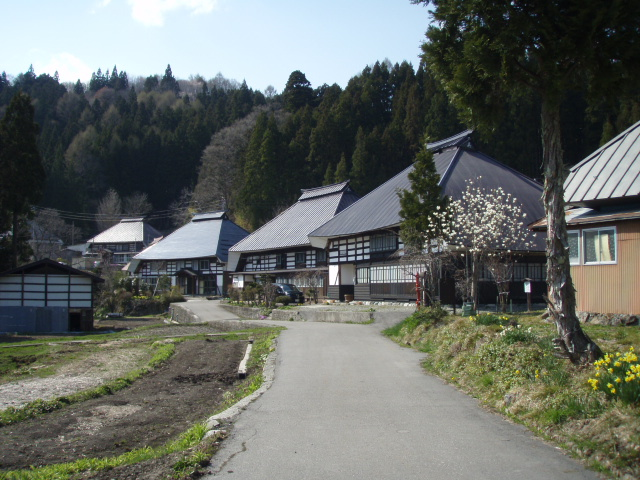
青鬼の民家群
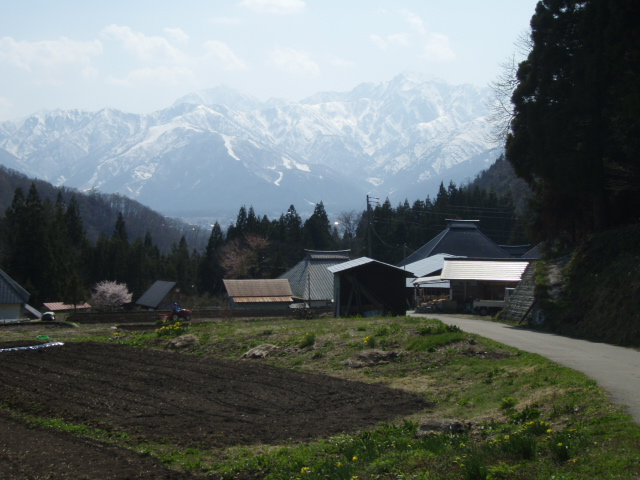
民家の背後から
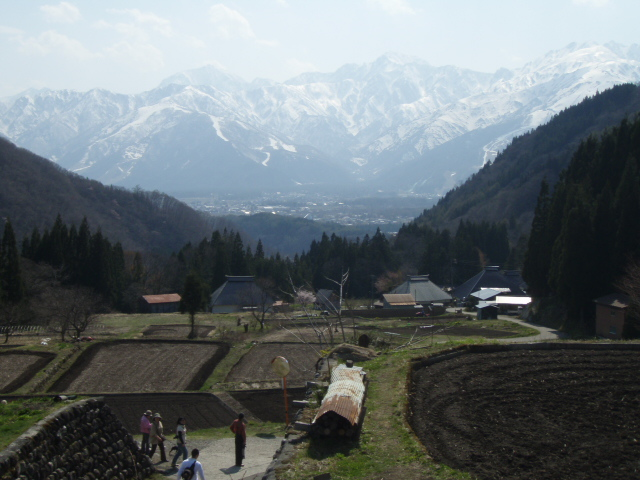
青鬼から白馬・北アルプスを望む
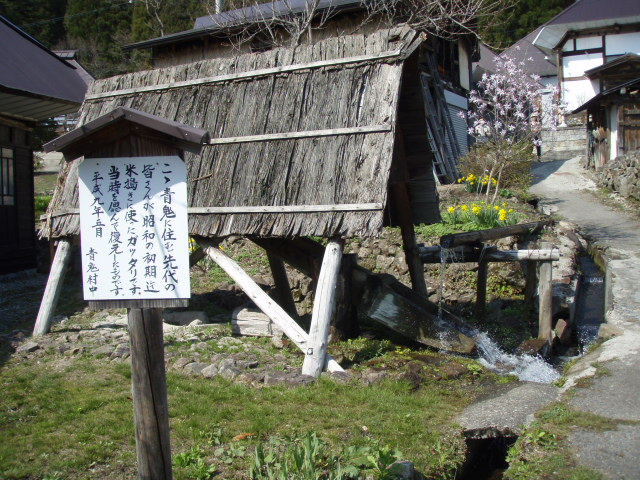
米搗きに使われていた「ガッタリ」
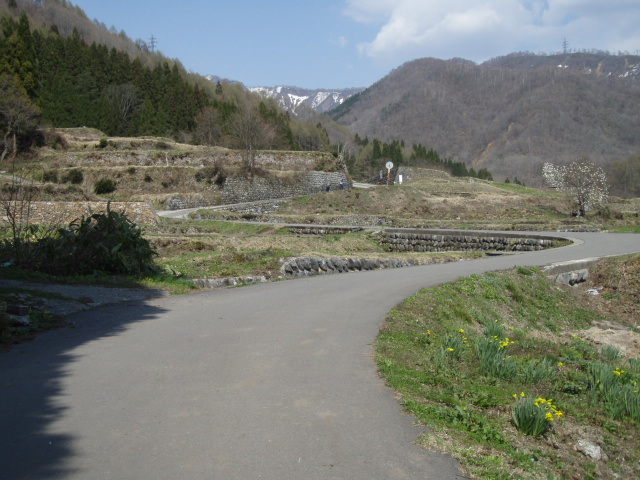
棚田の石垣
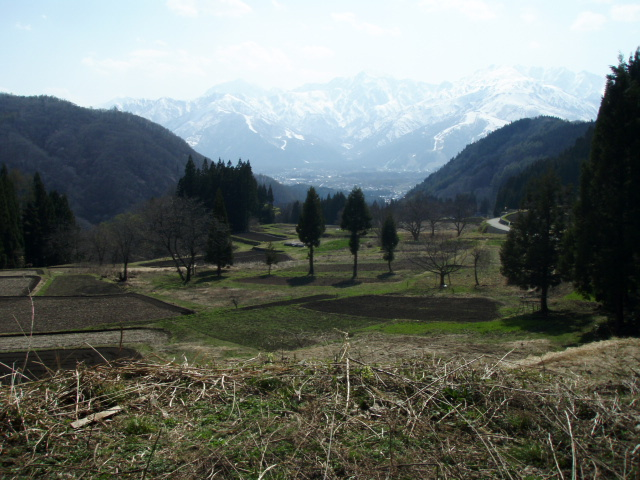
東側の棚田
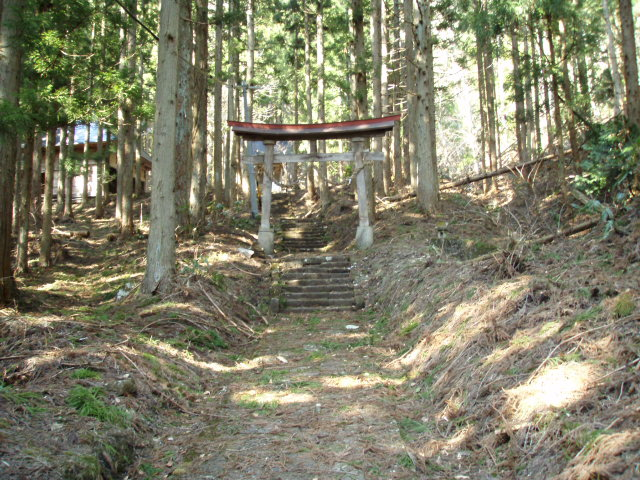
青鬼神社の鳥居
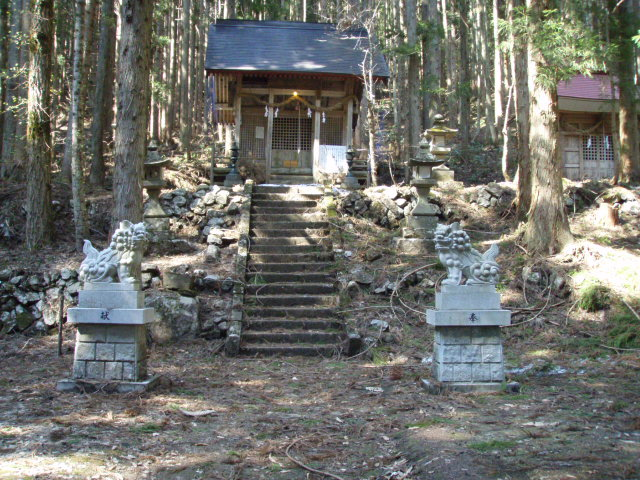
青鬼神社、右は諏訪社